# Коккола
Ко́ккола (фін. Kokkola, швед. Karleby) — місто й муніципалітет в Західній Фінляндії у провінції Центральна Пог'янмаа. Розташовується на узбережжі Ботнічної затоки і є одним з найбільших портових центрів Фінляндії.

## Історія
Коккола було засновано в 1620 році шведським королем Густавом Адольфом II. В 1765 році одержало право торгівлі з іноземними ринками. В XVIII-XI століттях було великим центром торгівлі дьогтем і суднобудування. В 1854 році під час Кримської війни атаковане британськими військовими кораблями. Місцеві жителі відбили атаку, потопивши один з десантних човнів. У бої загинули 9 британців, які були поховані в Коккола на Маріїнському цвинтарі.

## Населення
Динаміка зміни чисельності населення:
| - 1987 — 34 599 - 1990 — 34 635 - 1997 — 35 513 | - 2000 — 35 539 - 2002 — 35 583 - 2004 — 35 888 |

За переписом 2009 року чисельність населення міста становить 48 299 осіб. З них 18,8% — у віці до 14 років, 65% — від 15 до 64 років і 16,2% — від 65 і старше. Щільність населення — 31,69 осіб/км².

## Клімат
Середньорічна температура в Коккола становить 3 °C. Найхолодніші місяці — січень, лютий і березень. Найтепліший місяць — липень, середня температура якого становить 13 °C. Річний абсолютний мінімум температури становить −32 °C, абсолютний максимум — +31 °C. Середньорічна кількість опадів — 540 мм.

## Культура й визначні пам'ятки
Коккола — місто з музичними традиціями, що є батьківщиною камерного оркестру Центральної Остроботнії. Центр міста зветься Неристан і є великим районом з будинками з дерева. Неподалік від нього знаходиться Художня галерея К. Х. Ренлунда, Історичний музей і Природознавчий музей з колекцією мінералів. Також у місті розташована ратуша, на фасаді якої знаходиться підпис архітектора Карла Людвіга Енгеля. У Коккола щорічно проводиться чемпіонат з футболу серед юніорів, а в останні дні серпня проходить венеційське свято, присвячене прощанню з літом.

## Економіка
Коккола є одним з найбільших центрів суднобудування й хімічної промисловості Фінляндії. Інші галузі виробництва в місті — металообробка, текстильна промисловість, пластмасова промисловість, деревообробне виробництво й харчова промисловість. Сьогодні Коккола є одним з найбільших портів Ботнічної затоки, тому виконує роль сполучної ланки в торговельних зв'язках Сходу й Заходу.

## Відомі уродженці
- Доннер Андерс (1854—1938) - фінський астроном.

## Галерея

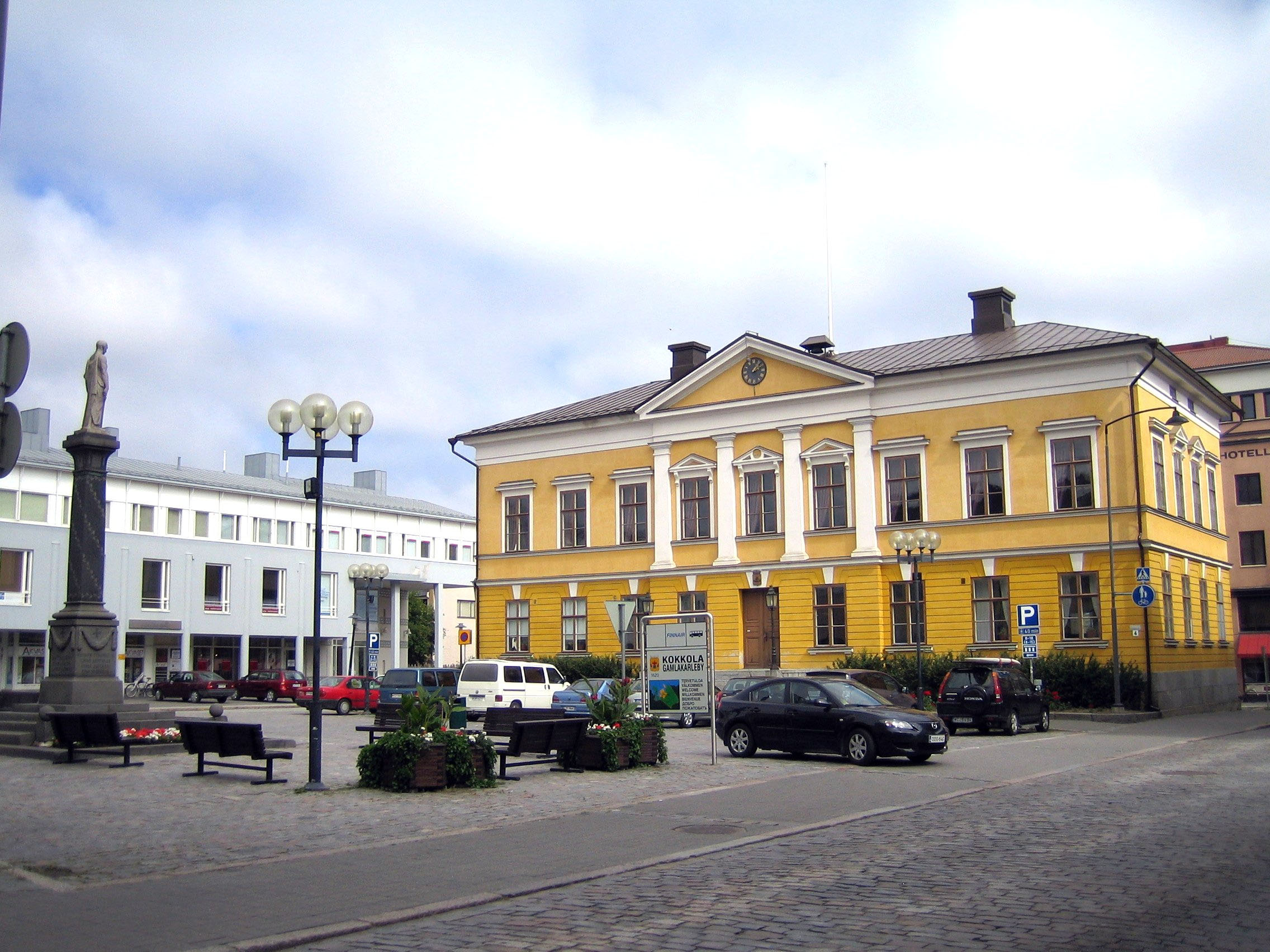
Будівля ратуші
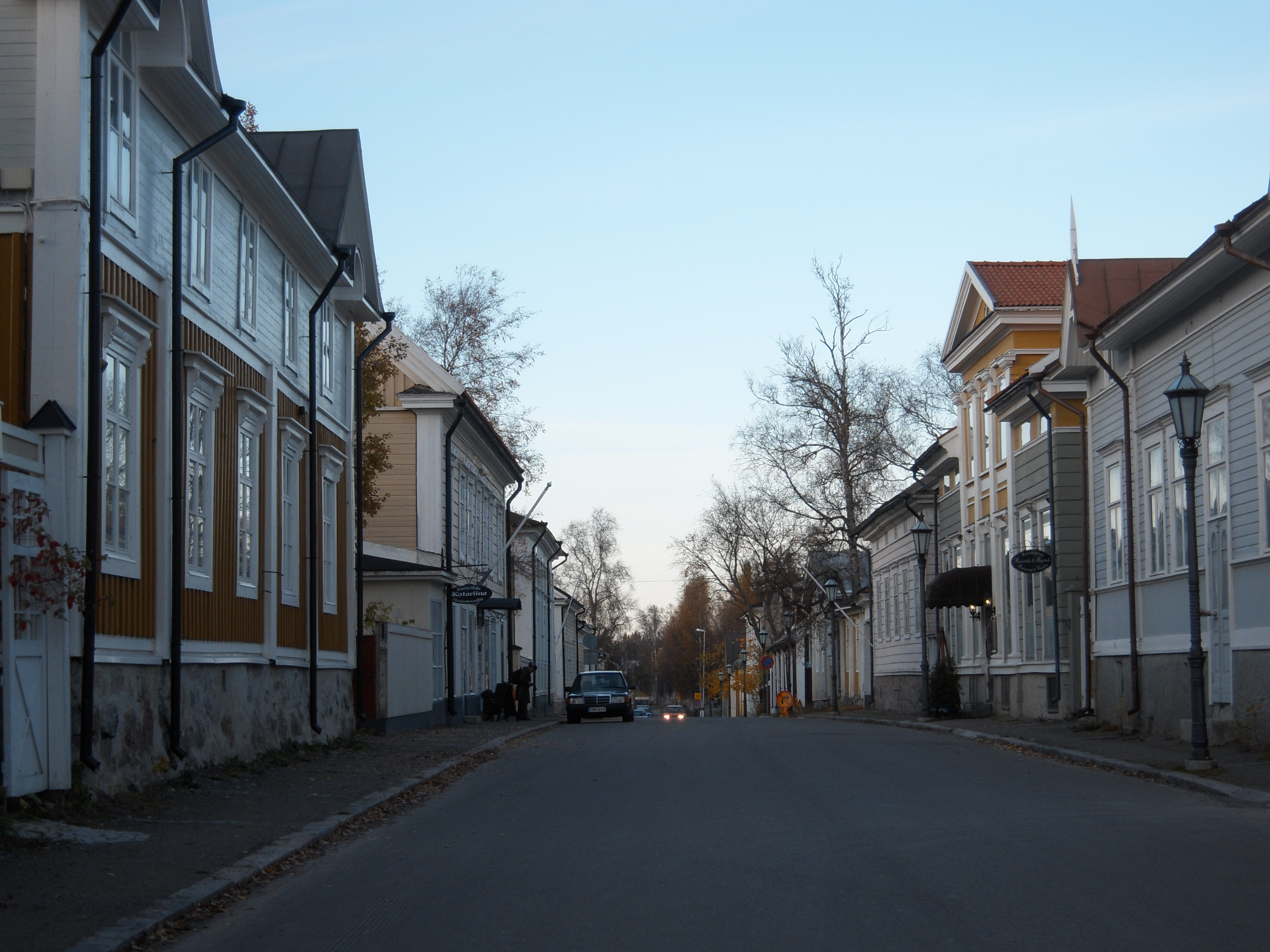
Старе місто
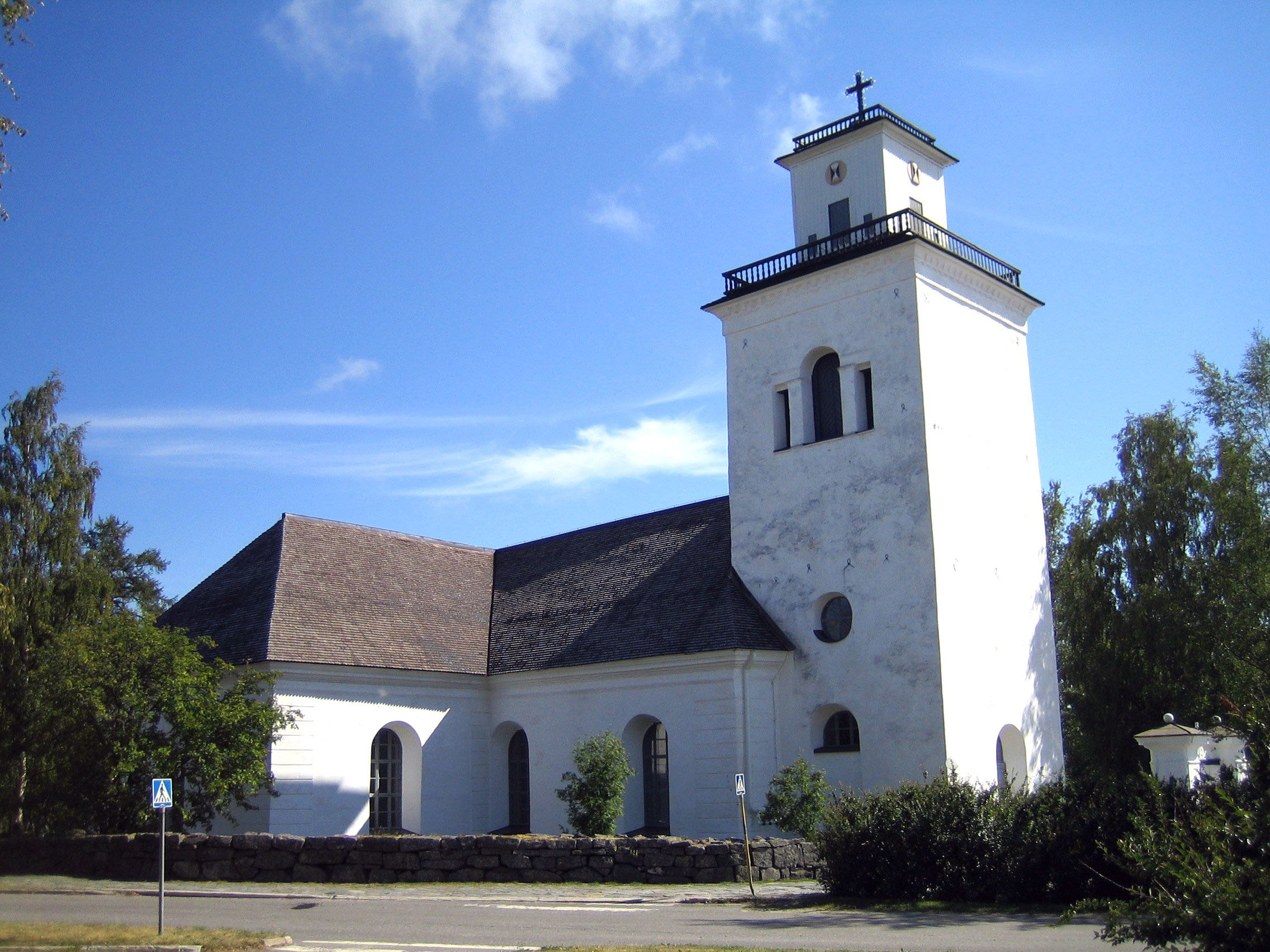
Церква Каарлела
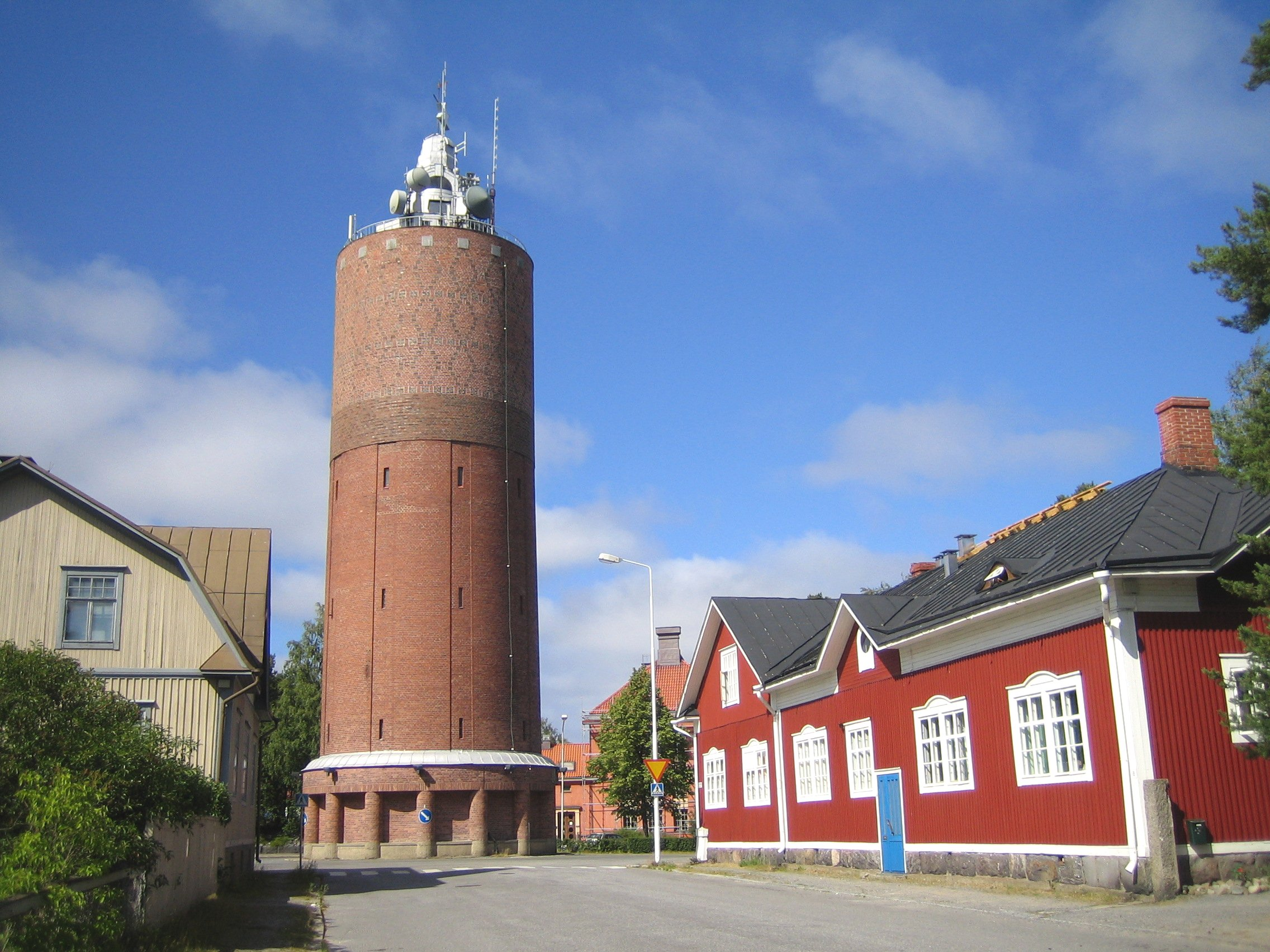
Водонапірна вежа